# Кашников, Андрей Фёдорович
Андре́й Фёдорович Ка́шников (25 ноября 1896, Захарьино, Середская волость, Даниловский уезд, Ярославская губерния, Российская империя — 28 апреля 1957, Йошкар-Ола, Марийская АССР, РСФСР, СССР) — советский журналист, партийный и административный деятель. Ответственный редактор газеты «Марийская правда» (1935—1939), начальник Управления по делам искусств при Совнаркоме Марийской АССР (1939—1943), председатель Госплана Марийской АССР (1943—1947). Участник Первой мировой войны. Член ВКП(б) с 1922 года.

## Биография
Родился 25 ноября 1896 года в деревне Захарьино ныне Даниловского района Ярославской области в крестьянской семье. 
В 1915 году призван на службу в армию. Участник Первой мировой войны, вследствие ранения потерял ногу.
В 1919 году окончил учительские курсы для инвалидов.
В 1921 году — редактор газеты «Угличская правда» Ярославской губернии.
В 1922—1935 годах — заведующий отделом, секретарь Даниловского уездного комитета ВКП(б), заведующий Ярославсккой партийной школой, заведующий АХЧ Академии коммунистического воспитания имени Н. К. Крупской, секретарь партийной организации Зарайской обувной фабрики. 
В 1935 года — редактор газеты «Марийская правда». Был активным проводником репрессивной политики, вследствие чего за многочисленные доносы и клевету исключён из ВКП(б), снят с работы. Спустя время добился восстановления в партии. 
В 1939—1943 годах — начальник Управления по делам искусств при Совнаркоме Марийской АССР. С 1943 года — председатель Госплана Марийской АССР, с 1947 года — газетный и радиожурналист.
В 1938—1947 годах избирался депутатом Верховного Совета Марийской АССР 1-го созыва. 
Скончался 28 апреля 1957 года в г. Йошкар-Оле.

## Награды
- Орден «Знак Почёта» (1946)[1][2]
- Почётная грамота Президиума Верховного Совета Марийской АССР (1944, 1946, 1953, 1956)[1]